# Terry Tate: Office Linebacker
Terry Tate: Office Linebacker est une série de spots publicitaires sarcastiques créée par Rawson Marshall Thurber, pour Reebok, sur la base d'un court-métrage pilote qu'il a fait en 2000. Le premier spot a été présenté pour la première fois au Super Bowl XXXVII en 2003 et est à l'origine d'un phénomène internet.

## Synopsis
Terry Tate, un linebacker de football américain est recruté par l'entreprise Felcher & Sons pour faire obéir, de façon très « physique », les salariés aux consignes et politiques de l'entreprise (Par exemple sur les appels longue distance, les pauses trop longues, la tenue vestimentaire, etc.). Le président de l'entreprise se réjouit de la hausse de productivité générée par la peur du linebacker.

## Historique
Initialement, Reebok produit six épisodes entre les mois d'août et décembre 2002, un autre en février 2004 et encore un en janvier 2005. Il y a au total neuf épisodes, dont le pilote, ainsi que trois suivant l'élection présidentielle américaine de 2008.
La campagne publicitaire a été l'une des plus réussies de celles de l'histoire des mi-temps du Super Bowl, match de football américain réputé comme l'un des événements les plus suivis à la télévision aux États-Unis. 
En dépit de sa diffusion une seule fois à la télévision nationale américaine, la campagne de publicité est devenue un phénomène internet en étant vue plus de sept millions de fois depuis le site web de Reebok.
Durant l'élection présidentielle américaine de 2008, de nouveaux spots insistèrent sur l'importance de voter et se moquent ouvertement de Sarah Palin en reprenant ses réponses controversées lors de certains interviews.

## Distribution
- « Terrible » Terry Tate : Lester Speight (le linebacker principal, parfois aussi surnommé « Triple T »)
- Ron Felcher : Michael Sean McGuinness (le directeur de Felcher & Sons)
- Paul Merkin : Bob Stevenson (salarié, cible récurrente de Tate)
- Geneva Stoller : Natascha Wenger (consultante)
- Courtney Cate : Andrew Griffiths (second linebacker, rival de Tate)

## Épisodes
- Terry's World (2002)
- Draft Day (2002)
- Office Athlete Of The Century (2002)
- Vacation (2002)
- Publicité pour le Super Bowl XXXVII (2002)
- Streaker (2002)
- Sensitivity Training (2004)
- Late Lunch (2005)
- Pro Bowl (?)
- From Russia with Love (2008)
- Reading is Fundamental (2008)
- Get Out the Vote (2008)